# Covehead Road
Covehead Road est une communauté dans le comté de Queens de l'Île-du-Prince-Édouard, au nord de Charlottetown.